# Saab 98

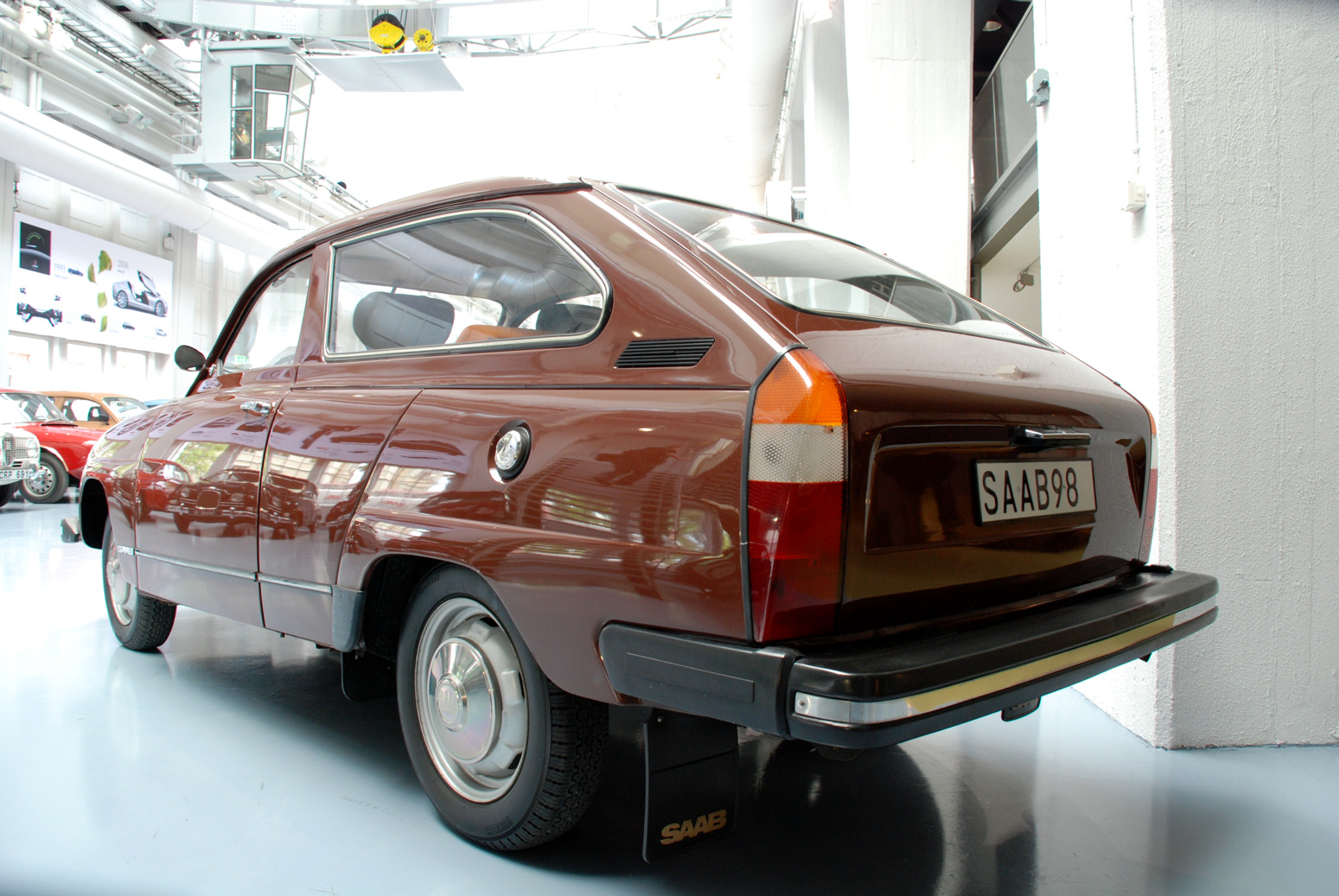
Saab 98 på Saabmuseet.

Saab 98 var en serie med tre prototyper till en svensk personbil tillverkad av Saab 1974. Idén var att göra en combi coupéversion av Saab 96. Projektet fick namnet X14 och konstruktionen baserades på Saab 95. Designen gjordes av Sergio Coggiola som tidigare arbetat med Saab Sonett III.
Fram till 1976 byggdes några testbilar men Saab ansåg att det inte fanns utrymme på marknaden för en bilmodell mellan Saab 95 och Saab 99.